# Alvin Karaqi
Alvin Karaqi (7 de marzo de 1993) es un deportista albanés que compite en karate, en la modalidad de kumite. Ganó una medalla de oro los Juegos Europeos de Cracovia 2023, en la categoría de –84 kg.

## Palmarés internacional
| Juegos Europeos | Juegos Europeos         | Juegos Europeos | Juegos Europeos |
| Año             | Lugar                   | Medalla         | Prueba          |
| --------------- | ----------------------- | --------------- | --------------- |
| 2023            | Bielsko-Biała (Polonia) | Medalla de oro  | –84 kg          |